# Syzygium polypetalum
Syzygium polypetalum là một loài thực vật có hoa trong Họ Đào kim nương. Loài này được (Wall.) Merr. & L.M.Perry miêu tả khoa học đầu tiên năm 1941.